# خان روشن خان
خان روشن خان یوسف‌زی (پشتو: خان روشن خان؛ نوامبر ۱۹۱۴ – ۱۹ نوامبر ۱۹۸۸)، یک تاریخ‌نگار، کارشناس آموزشی و نویسنده پشتون از پاکستان بود، وی بیشتر به‌خاطر عهده‌دار بودن ریاست حزب مسلم لیگ در صوابی و نوشتن چندین کتاب در مورد تاریخ مردم پشتون شناخته می‌شود.

## زندگی‌نامه
خان روشن خان در قریه نوان، صوابی در ۱۹۱۴ میلادی به دنیا آمده و در ۱۹ نوامبر ۱۹۸۸ درگذشت. وی فرزند محمد زمان خان بود. خان چندین کتاب در مورد تاریخ پشتون‌ها نوشت. وی یکی از شخصیت‌های کلیدی در ادبیات معاصر پشتو بود. روشن خان یک عضو فعال جنبش خدای خدمتګار (خدمت‌کار خدا) بود. وی یک شخص پرتلاش در جنبش پاکستان (تحریک پاکستان) بوده و رئیس مسلم لیگ در منطقه صوابی بود. منطقه‌ای در صوابی که از آن به روشن پورا یاد می‌گردد، پس از وی نام‌گذاری شده و مقبره وی نیز در آنجا قرار دارد.

## حرفه
خان، آموزش‌های ابتدایی خود را از مکتب اسلامی عثمان‌زَی در چارسده به‌دست‌آورد. چندی بعد وی نتوانست آموزش خود را به علت اوضاع نابسامان آن زمان دولت بریتانیایی هند به اتمام برساند. اوضاع درحال تغییر توجه وی را به تاریخ جلب کرد. وی کتاب‌های در مورد تاریخ پشتون‌ها نوشت. این کتاب‌ها شامل تذکره، پتانو کی تاریخ اور این کی اصلیت (تذکره، تاریخ و خاستگاه پشتون‌ها) است، که در مورد نژادهای قبایل پشتون و خواست‌گاه آن‌ها معلومات می‌دهد. افزون بر آن‌ها، وی همچنین کتاب یوسف‌زی قوم کی سرگذشت (سرگذشت قوم یوسف‌زی) را نوشت که در رابطه به قبایل مختلف پشتون جزئیات می‌دهد. خان همچنین کتاب افغانو کی نسلی تاریخ (تاریخ نسل‌های افغان‌ها) را نوشت که اصلیت افغان‌ها (پشتون‌ها) را از بنی‌اسرائل می‌داند (طبق این نظریه، پشتون‌ها بازماندگان بنی‌اسرائیل اهل کتاب هستند). برخی جزوه‌های دیگر شامل ملکه سوات، بابای قوم شیخ مالی (رح) می‌باشد. مهم‌ترین اثر وی تواریخ حافظ رحمت خانی است که حاوی جزئیات و زندگی‌نامه رهبران و بزرگان برجسته پشتون از جمله حافظ رحمت خان، حافظ الپوری (عبدالصمد) اهل شنگله، احمد شاه ابدالی، سردار محمد خان، دوست محمد خان و شماری دیگر می‌باشد. وی همچنین روی روی‌دادها و جنگ‌های مهم پشتون‌ها با امپراطوری‌ها و قبیله‌ها روشنی می‌افگند. بر علاوه، شجره خانوادگی تمامی قبایل پشتون در این کتاب بیان شده‌است. وی همچنین تاریخ مختصر قبیله مشهور پشتون به‌نام شلمانی را به بحث گرفته‌است.
کتاب‌های نوشته شده توسط روشن خان:
- تواریخ حافظ رحمت خانی، چاپ سوم، ۱۹۷۷، پیشاور پشتو آکادمی، دانشگاه پیشاور.
- تذکره (پتانو کی تاریخ اور این کی اصلیت)، چاپ اول، ۱۹۸۰، اعتماد آموزش و پرورش روشن خان در کراچی.
- افغانو کی نسلی تاریخ، چاپ اول، ۱۹۸۱، کراچی روشن خان و کمپنی.
- یوسف‌زی قوم کی سرگذشت، چاپ اول، ۱۹۸۶، کراچی روشن خان و کمپنی.
- ملکه سوات، چاپ اول، ۱۹۸۳، روشن خان، قریه نوان، شهرستان صوابی، پاکستان.
- بابای قوم شیخ مالی (رح)، چاپ اول، ۱۹۸۵، روشن خان و کمپنی، پول چوک، کراچی، پاکستان.

### ملکه سوات
کتاب ملکه سوات شامل داستان ازدواج شاه مغول به‌نام بابر با دختر ملک شاه منصور یوسف‌زَی به‌نام بی‌بی‌مبارکه یوسف-زی است. این کتاب همچنین روی‌دادها و زمانی که یوسف‌زایی‌ها وارد سوات شدند، را تشریح می‌کند. زندگی و جنگ‌های که میان شاه سوات به‌نام سلطان ویس و پشتون‌های یوسف‌زی رخ داد. این کتاب اساساً در مورد زندگی و شهادت شهیده بی بی، خواهر ملک احمد و خانم شاه سوات، سلطان ویس، است. وی پس ازدواج با سلطان ویس به‌نام ملکه سوات یاد می‌شد.